# Felipe Peña Biafore
Felipe Peña Biafore (Pehuajó, Buenos Aires; 5 de abril de 2001) es un futbolista argentino. Se desempeña como defensor o volante y su actual equipo es el Club Atlético Lanús de la Primera División de Argentina.

## Trayectoria

### River Plate
Llegó a las categorías inferiores de River Plate en el año 2012, proveniente de Estudiantes Unidos (Pehuajó). El 14 de febrero de 2020 firmó su primer contrato profesional con la institución.
En abril de 2021 fue seleccionado en la lista de buena fe para la Copa Libertadores 2021, siendo promovido al plantel profesional. El 16 de mayo integró el banco de suplentes en el Superclásico ante Boca Juniors, debido a un brote masivo de casos de COVID-19 en los jugadores de River. 
El 19 de mayo de 2021, debutó oficialmente jugando de titular ante Independiente Santa Fe en la quinta fecha de la fase de grupos de la Copa Libertadores 2021, en lo que fue victoria de River por 2:1. El partido sería catalogado como «épico» debido a que se tuvo que disputar en medio de un brote masivo de casos de COVID-19 en el plantel de River, con 20 bajas (incluyendo todos sus arqueros), logrando a duras penas conseguir los 11 futbolistas para disputar el partido, sin recambios durante los 90 minutos y con el mediocampista Enzo Pérez como portero.
El 21 de octubre de 2021, recibió su primera expulsión como profesional, fue roja directa y ante Talleres (C) por la decimoséptima fecha de la Liga Profesional 2021, en una jugada donde va de manera desmedida a la disputa por el balón a los 6 minutos de juego. El 7 de noviembre, jugando ante Patronato en la vigésima fecha, sufrió una rotura del ligamento cruzado anterior en su rodilla derecha, que tras someterse con éxito a una operación, le demandaría más de medio año para su recuperación.

### Arsenal
En enero de 2023 llega cedido a Arsenal de Sarandí hasta diciembre del mismo año. En el primer semestre, llegó a disputar 22 partidos con Arsenal.

### Lanús
En julio de 2023 River interrumpió su préstamo en Arsenal y lo transfirió a Lanús por 18 meses de préstamo con cargo y opción de compra. En el año que integró el plantel de Lanús, disputó 34 encuentros y convirtió 4 goles, entre los que se destaca el gol que le convirtió a Deportivo Garcilaso por Copa Sudamericana.

### Vuelta a River Plate
En junio del 2024, River ejecutó la cláusula de interrupción de contrato para que Peña Biafore vuelva al club. Dicha decisión, que no estaba contemplada a principio de año, se debe a la lesión de Matías Kranevitter y a que tanto Rodrigo Villagra como Nicolás Fonseca no se pudieron afianzar en el equipo titular. De manera adicional, al ejecutar la repesca, River impide que Lanús ejecute la opción de compra fijada para septiembre, cláusula que luego no se cumpliría.

### Vuelta a Lanús
Al no integrar la lista de buena fe para los octavos de final de la Copa Libertadores ni tampoco verse con demasiadas chances de ser titular en lo que resta del año al estar opacado por cuatro futbolistas (los tres mencionados anteriormente y Rodrigo Aliendro), el 22 de agosto de 2024, 8 días antes de poder volver a adquirirlo, El Granate se hace con un 50% de su ficha (dejándole el otro 50 a River) y firmando contrato hasta diciembre de 2028. Su ida se debe, principalmente, a haber vuelto por pedido expreso de Martín Demichelis 40 días atrás pero al no ser tenido en cuenta por Marcelo Gallardo, actual técnico del club tras la destitución de Demichelis. Felipe corrió la misma suerte que Franco Carboni, Federico Gattoni (llegados a préstamo en este mismo mercado), Sebastián Boselli y Enzo Díaz: al no ser del total gusto del nuevo entrenador se les buscó salida.Fue presentado ese mismo día en su nuevo destino, en un video donde se confirma que utilizará el dorsal 5.

## Estadísticas

### Clubes
Actualizado al último partido disputado el 31 de julio de 2025.
| C. A River Plate Argentina |                     |                     |              |              |              |              |              |              |              |              |              |     |   |   |
| 1.ª | 2021                | 7                   | 0            | 0            | Inexistentes | Inexistentes | Inexistentes | 2            | 0            | 0            | 9            | 0   | 0 |   |
| 1.ª | 2022                | Inexistentes        | Inexistentes | Inexistentes | Inexistentes | Inexistentes | Inexistentes | 0            | 0            | 0            | 0            | 0   | 0 |   |
| 1.ª | 2024                | 4                   | 0            | 0            | 0            | 0            | 0            | 0            | 0            | 0            | 4            | 0   | 0 |   |
| Total club | Total club          | 11                  | 0            | 0            | 0            | 0            | 0            | 2            | 0            | 0            | 13           | 0   | 0 |   |
| Arsenal de Sarandí Argentina |                     |                     |              |              |              |              |              |              |              |              |              |     |   |   |
| 1.ª | 2023                | 25                  | 0            | 1            | 1            | 0            | 0            | Inexistentes | Inexistentes | Inexistentes | 26           | 0   | 1 |   |
| Total club | Total club          | 25                  | 0            | 1            | 1            | 0            | 0            | 0            | 0            | 0            | 26           | 0   | 1 |   |
| C. A. Lanús Argentina | 1.ª                 | 2023                | Inexistentes | Inexistentes | Inexistentes | 12           | 0            | 0            | Inexistentes | Inexistentes | Inexistentes | 12  | 0 | 0 |
| C. A. Lanús Argentina | 1.ª                 | 2024                | 18           | 2            | 0            | 14           | 2            | 0            | 7            | 1            | 0            | 39  | 5 | 0 |
| C. A. Lanús Argentina | 1.ª                 | 2025                | 9            | 0            | 1            | 3            | 0            | 0            | 2            | 0            | 0            | 14  | 0 | 1 |
| C. A. Lanús Argentina | Total club          | Total club          | 27           | 2            | 1            | 29           | 2            | 0            | 9            | 1            | 0            | 65  | 5 | 1 |
| Total en su carrera | Total en su carrera | Total en su carrera | 63           | 2            | 2            | 30           | 2            | 0            | 11           | 1            | 0            | 104 | 5 | 2 |
| (1) Las copas nacionales se refiere a la Copa Argentina y la Copa de la Liga Profesional. (2) Las copas internacionales se refiere a la Copa Libertadores y la Copa Sudamericana. (3) No incluye datos de partidos amistosos ni categorías inferiores. |                     |                     |              |              |              |              |              |              |              |              |              |     |   |   |

## Palmarés

### Campeonatos nacionales
| Título              | Club        | Sede                | Año  |
| ------------------- | ----------- | ------------------- | ---- |
| Primera División    | River Plate | Buenos Aires        | 2021 |
| Trofeo de Campeones | River Plate | Santiago del Estero | 2021 |